# Siarhiej Szyłowicz
Siarhiej Uładzimirawicz Szyłowicz (biał. Сяргей Уладзіміравіч Шыловіч, ros. Сергей Шилович, Siergiej Szyłowicz; ur. 16 maja 1986 w Bobrujsku) – białoruski piłkarz ręczny, prawy rozgrywający, od 2014 zawodnik Mieszkowa Brześć.
Będąc zawodnikiem Dynamy Mińsk (2008–2012) wywalczył cztery mistrzostwa Białorusi i zdobył puchar kraju. W sezonie 2010/2011 występował w Lidze Mistrzów, w której rzucił 22 gole. W sezonie 2012/2013 był graczem SKA Mińsk, z którym wygrał rozgrywki Challenge Cup (zdobył w nich 63 bramki i zajął 3. miejsce w klasyfikacji najlepszych strzelców). W lipcu 2013 przeszedł do Pogoni Szczecin, z którą podpisał dwuletnią umowę. W sezonie 2013/2014 rozegrał w Superlidze 15 meczów, w których rzucił 61 goli. 15 lutego 2014 rozwiązał za porozumieniem stron umowę z polską drużyną, motywując to otrzymaniem propozycji gry w klubach uczestniczących w rozgrywkach międzynarodowych. Przeszedł wówczas do Mieszkowa Brześć, z którym zaczął regularnie zdobywać mistrzostwo Białorusi, a także występować w Lidze Mistrzów i Lidze SEHA.
Reprezentant Białorusi. Podczas mistrzostw świata w Hiszpanii w 2013 rozegrał sześć meczów, w których zdobył 20 bramek. Grał również na mistrzostwach świata w Katarze w 2015 (rzucił osiem goli) i mistrzostwach świata we Francji w 2017 (zdobył 18 bramek). Uczestniczył ponadto w mistrzostwach Europy w 2014 i 2016.

## Sukcesy
Dynama Mińsk
- Mistrzostwo Białorusi: 2008/2009, 2009/2010, 2010/2011, 2011/2012
- Puchar Białorusi: 2010

SKA Mińsk
- Challenge Cup: 2012/2013
- Bałtycka Liga Piłki Ręcznej: 2012/2013[9]

Mieszkow Brześć
- Mistrzostwo Białorusi: 2013/2014, 2014/2015, 2015/2016
- 2. miejsce w Lidze SEHA: 2013/2014, 2014/2015
- 3. miejsce w Lidze SEHA: 2016/2017
- Puchar Białorusi: 2014, 2015, 2016

Indywidualne
- Najlepszy prawy rozgrywający mistrzostw Europy U-20 w Austrii w 2006[10]
- 3. miejsce w klasyfikacji najlepszych strzelców Challenge Cup: 2012/2013 (rzucił 63 bramki; SKA Mińsk)[3]